# ベリリウム銅
ベリリウム銅（ベリリウムどう）、BeCuは、銅に0.5 - 3%のベリリウムを加えた合金であり、さらに別の金属が加えられることもある。ベリリウム銅は高い強度を持ち、また非磁性であり火花が出ない特性を持っている。さらに、金属加工、成形、機械加工に向いた特性も持っており、危険な環境下での工具、楽器、精密測定機器、弾丸、宇宙開発用の材料など、各種の応用に用いられる。ベリリウムを含む材料には毒性があり、加工中に吸入すると危険性がある。かつてはベリリウム青銅（ベリリウムせいどう）と呼ばれたことがあったが、現在では「ベリリウム銅」の方が一般的である。

## 性質
ベリリウム銅には延性があり、溶接や機械加工もできる金属材料である。また、非酸化性の酸（塩酸や炭酸など）・プラスチックを分解する物質・アブレシブ摩耗やかじり傷に対しても耐える素材である。さらに、熱処理を加えれば強度や耐久性、電気伝導度を増すこともできる。ベリリウム銅は、銅をベースとした合金の中で最高の強度（～1400MPa）を誇っている。
ベリリウム化合物には毒性があるので、ベリリウム銅合金についても安全上注意すべき点がある。固体や最終製品については、ベリリウム銅が健康へ特に影響をあたえることはない。しかし、機械加工や溶接の過程で出るベリリウム銅の塵を吸い込むと、肺に深刻な影響の出る危険性がある。また、ベリリウム化合物はIARCによって発がん性がある（Type1）と勧告されている。その結果、ニッケル青銅（Cu-Ni-Sn系）など、より危険性の低い銅合金がベリリウム銅の代替として用いられることもある。

## 用途
ベリリウム銅はばねやばね線材、ロードセルなど、応力や歪みが繰り返しかかっても形状を維持する必要のある部品に使われる非鉄合金である。また、電気伝導度が高いため、電気のコネクタや電池の接触部にも使われている。さらに、ベリリウム銅は火花を出さず、しかも物理的強度があり非磁性なので、爆発性の雰囲気下（油田など）でも安全に使える工具の材料としても使われている。その目的について、ベリリウム銅はEUの安全指令である「ATEX指令」に、Zone 0、1、2で要求される特性を満たしている。防爆工具として、ドライバー、ペンチ、スパナ、たがね、ハンマーなど各種の工具が生産されている。なお、防爆工具はアルミニウム銅でつくられることもある。鋼製の道具と比較すると、ベリリウム銅の道具は高価で強度・耐久性にも劣るが、危険な環境で使えるメリットはそれら以上に大きい。

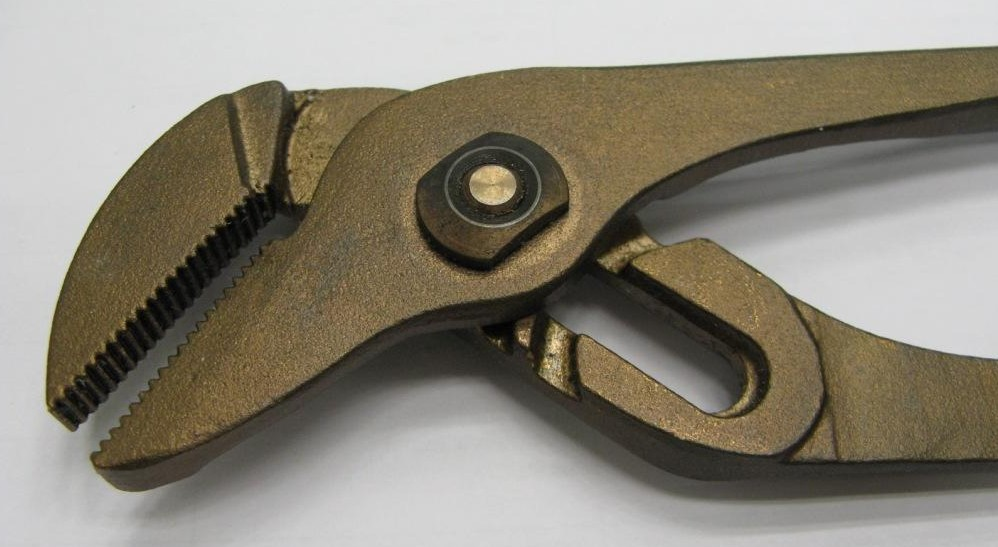
防爆工具の例

アロイ25のベリリウム銅（UNS番号:C17200、C17300）は時効硬化する合金で、銅をベースとした合金では最強の強度となる。時効硬化は、ばねやその他複雑な形に整形した後に行うこともできる。この合金はばねとして優れた特性を持ち、腐食に耐えて安定である上に、電気伝導度は高く、クリープは少ない。
アロイ25を時効硬化させたあとに、冷間引き抜きした材料もある。これはさらに熱処理を加える必要がなく、また延性があってほとんどどんな形にも成形できるので、ベリリウム銅の特性が必要だが、最終形で時効硬化させることが現実的でない場合に使われる。
アロイ3 (C17510) や10 (C17500) も時効硬化を起こすベリリウム銅で、優れた電気伝導度と耐久強さなどの物理特性を兼ね備えている。時効硬化や焼戻しの処理をした上で、ばねや線材に加工され、電気伝導度が必要な場面や高温での強度が必要な場面で使われる。
ベリリウム銅は、高級な打楽器、特にタンバリンやトライアングルにも、きれいな音と強い共鳴があるので、しばしば用いられる。他の多くの金属と違い、ベリリウム銅の楽器は共鳴が続く限り音程や音色が変わらない音を出す。スピーカーの振動板にも使われる。
また、ベリリウム銅は希釈冷凍機のような、極低温の機器にも使われるが、これは極低温における、強度と熱伝導性のよさによる。
さらに、ベリリウム銅は徹甲弾に使われることもあるが、鋼製でも似たような特性を安価に出せるため一般的ではない。
他にも、磁気センサを使うために非磁性の合金が必要な、傾斜穿坑にもベリリウム銅が使われる。また、電波暗室やEMCなどにも、電波の遮蔽のためにベリリウム銅が使われることがある。
過去には、ゴルフのクラブ、とりわけウェッジやパターにベリリウム銅が使われたこともあった。コントロールが特に要求されるグリーン周辺でのパッティングに、ベリリウム銅の感触が好まれていた。規制やコストの問題で、ベリリウム銅のクラブは現在ほとんど作られなくなっているが、中古品やビンテージ品のクラブには、ゴルフ店やネットオークションで需要が現在でも見られる。

## 合金
高強度ベリリウム銅は鋳造品で2.7%以下のベリリウムを、鍛造品では1.6 - 2%のベリリウムと0.3%のコバルトを含んでいる。機械的強度を上げるために、時効硬化や析出硬化が用いられる。鋳造合金は射出成形によく用いられる。鍛造合金にはUNS番号のC17200 - C17400が、鋳造合金にはC82000 - C82800という番号が付いている。硬化のためには急冷してベリリウムと銅の固溶体をつくり、それを200 - 460℃に最低1時間置いて、銅の中に準安定なベリリド結晶を析出させる必要がある。時間が長すぎる場合、ベリリド結晶が減った安定状態となり、強度が落ちてしまう。鋳造でも鍛造でも、ベリリド結晶は同様の形をしている。
高伝導性ベリリウム銅は、0.7%以下のベリリウムと、ニッケルやコバルトを多少含んでいる。熱伝導性はアルミニウムより高く、純銅に少し劣る程度である。このベリリウム銅はたいてい、コネクタの電気接点に使われる。